# Ханнинг, Райнхольд
Райнхольд Ханнинг (нем. Reinhold Hanning; 28 декабря 1921, Хельпуп — 30 мая 2017, Лаге) — бывший охранник СС в концентрационном лагере Освенцим. В июне 2016 года земельный суд города Детмольд приговорил Ханнинга к пяти годам тюрьмы, признав его причастным к гибели не менее 170 тысяч человек.

## Биография
Родился 28 декабря 1921, вырос в Липпе. Работал на заводе. В возрасте 14 лет вступил в гитлерюгенд. Пять лет спустя добровольно вступил в ряды СС. С началом Втором мировой войны поступил на службу во 2-ю танковую дивизию СС «Рейх». 25 июля 1940 года присоединился к отряду «Мёртвая голова», а в январе 1942 года отправлен служить  в лагерь смерти Освенцим. В 1941 году в боях под Киевом был ранен осколком гранаты. В результате полученного ранения не смог продолжать фронтовую службу и был отправлен на службу в Освенцим. В сентябре 1943 года получает звание унтершарфюрер в Освенциме II-Биркенау. В июне 1944 года он был переведен в концентрационный лагерь Заксенхаузен. В мае 1945 году попадает в плен, освобожден 20 мая 1948 года. В течение короткого времени работал поваром для британских войск в Липпе, затем водителем грузовика и продавцом. В 1964 году занялся бизнесом. В 1984 году ушёл на пенсию. Умер 30 мая 2017 в возрасте 95 лет.

## Суд
В июне 2016 года земельный суд города Детмольд приговорил Ханнинга к пяти годам тюрьмы, признав его причастным к гибели не менее 170 тысяч человек. Судмедэкспертиза признала Райнхольда вменяемым и способным принимать участие в судебном процессе. Защита Ханнинга утверждала, что не было доказательств непосредственное участия Райнхольда Ханнинга в убийствах.